# Райнарт Лисицата
„Райнарт Лисицата“ (на нидерландски: Van den vos Reynaerde) е епическа поема, считана за крайъгълен камък в нидерландската средновековна литература. Тя наброява 3469 реда и е написана на средновековен нидерландски от периода между 1200 г. и 1500 г. Противно на това, което понякога се твърди, „Райнарт Лисицата“ не e басня, а епос.

## Сюжет
Авторът на епоса описва един ден в двора на крал Нобел. Всички животни се появяват без едно: Райнарт лисицата. Много от животните се оплакват от злодеянията на Райнарт и кралят решава да изправи лисицата на съдебната скамейка. За тази цел той възлага на Брюн Мечката и Тиберт Котарака да извикат Райнарт в дворцовия съд.
Райнарт обаче съумява да постави капан на Брюн, като се възползва от лакомията на мечока, казвайки му, че в пукнатината на едно дърво има мед. В лакомията си Брюн избива клиновете и заклещва лапите си в дървото. Тиберт Котарака той успява да залости в кокошарника на един избухлив пастор. Най-накрая третият пратеник Гримберт Язовеца, племенник на Райнарт, успява да го убеди да дойде с него (средновековна символика на числото 3).
Райнарт опитва всичко възможно, за да докаже своята невинност, но крал Нобел и придворните не променят решението си. Когато остава сам с владетеля и неговата съпруга, Райнарт използва най-голямата си хитрост, заявявайки, че баща му, заедно с Исенгрейн Вълка, Брюн Мечката и Тиберт Котарака имат таен от краля заговор, благодарение на който притежават голямо богатство, чието местонахождение е известно само на него.
Нобел първо прозира хитроста на Райнарт, но после се оставя от жена си да бъде убеден и нарежда конспираторите да бъдат задържани. Райнарт си плюе на петите и се отправя на свещено пътуване към Рим.